# Джонсон, Вуди
Роберт Вуд «Вуди» Джонсон IV (англ. Robert Wood "Woody" Johnson IV; род. 12 апреля 1947) — американский бизнесмен, филантроп и дипломат, посол Соединённых Штатов в Великобритании с 2017 года. Правнук одного из основателей компании Johnson & Johnson Роберта Вуда Джонсона I, владелец команды по американскому футболу «Нью-Йорк Джетс», а также английского «Кристал Пэлас».

## Биография
Окончил Аризонский университет. Член Совета по международным отношениям.
Основатель Союза для исследования волчанки.
Председатель и исполнительный директор Johnson Company, Inc., частной инвестиционной фирмы, основанной в 1978 году.
В 2025 году выкупил 45% акций клуба английской премьер-лиги «Кристал Палас», став единоличным его владельцем. 